# Neoanguimorpha
De Neoanguimorpha zijn een clade van Anguimorpha bestaande uit Monstersauria (tegenwoordig vertegenwoordigd door helodermatiden) en Diploglossa (Xenosauridae en Anguioidea). Morfologische studies in het verleden hadden helodermatiden geclassificeerd met de varanoïden in de clade Platynota, terwijl de Chinese krokodilhagedis werd geclassificeerd als een xenosauride. Moleculair werk vond echter geen ondersteuning in deze groeperingen en vond in plaats daarvan dat de helodermatiden meer verwant waren aan Diploglossa, terwijl de Chinese krokodilhagedis en varanoïden de clade Paleoanguimorpha vormden.
De Anguimorpha uit de Nieuwe Wereld werden in 2009 door Vidal verenigd in de Neoanguimorpha. Voor deze klade werd echter geen definitie gegeven.

Hieronder is de fylogenie van de neoanguimorfe stamlijnen naar Pyron et alii (2013):
|  | Diploglossidae (galliwasps) |
|  | |
|  | \| \| Anniellidae (Amerikaanse pootloze hagedissen) \| \| \| \| \| \| Anguidae ("glass lizards" en "alligator lizards") \| \| \| \| |
|  | |
|  | Anniellidae (Amerikaanse pootloze hagedissen)                                                                                       |
|  | |
|  | Anguidae ("glass lizards" en "alligator lizards")                                                                                   |
|  | |

|  | Anniellidae (Amerikaanse pootloze hagedissen)     |
|  |                                                   |
|  | Anguidae ("glass lizards" en "alligator lizards") |
|  |                                                   |

|  | Diploglossidae (galliwasps) |
|  | |
|  | \| \| Anniellidae (Amerikaanse pootloze hagedissen) \| \| \| \| \| \| Anguidae ("glass lizards" en "alligator lizards") \| \| \| \| |
|  | |
|  | Anniellidae (Amerikaanse pootloze hagedissen)                                                                                       |
|  | |
|  | Anguidae ("glass lizards" en "alligator lizards")                                                                                   |
|  | |

|  | Anniellidae (Amerikaanse pootloze hagedissen)     |
|  |                                                   |
|  | Anguidae ("glass lizards" en "alligator lizards") |
|  |                                                   |

|  | Diploglossidae (galliwasps) |
|  | |
|  | \| \| Anniellidae (Amerikaanse pootloze hagedissen) \| \| \| \| \| \| Anguidae ("glass lizards" en "alligator lizards") \| \| \| \| |
|  | |
|  | Anniellidae (Amerikaanse pootloze hagedissen)                                                                                       |
|  | |
|  | Anguidae ("glass lizards" en "alligator lizards")                                                                                   |
|  | |

|  | Anniellidae (Amerikaanse pootloze hagedissen)     |
|  |                                                   |
|  | Anguidae ("glass lizards" en "alligator lizards") |
|  |                                                   |

|  | Diploglossidae (galliwasps) |
|  | |
|  | \| \| Anniellidae (Amerikaanse pootloze hagedissen) \| \| \| \| \| \| Anguidae ("glass lizards" en "alligator lizards") \| \| \| \| |
|  | |
|  | Anniellidae (Amerikaanse pootloze hagedissen)                                                                                       |
|  | |
|  | Anguidae ("glass lizards" en "alligator lizards")                                                                                   |
|  | |

|  | Anniellidae (Amerikaanse pootloze hagedissen)     |
|  |                                                   |
|  | Anguidae ("glass lizards" en "alligator lizards") |
|  |                                                   |